# 디와이즈
주식회사 디와이즈는 대한민국의 IT 서비스 기업이다. 본사는 서울시 서초구.
.